# O Capital Group
O Capital Group S.A. ist eine marokkanische Holding mit Sitz in Casablanca. Sie hat Beteiligungen in den Bereichen Finanzen und Versicherungen (Royale Marocaine d’Assurance, Bank of Africa, Salafin, Locasom, Maghrebail, CFG Bank, Eurafric, RMA Capital, RMA Assistance), Kommunikation und Medien (Dounia Production, Sigma und Mosaïk), Tourismus (Risma, Villajena, Amanjena), Immobilien (Argan Invest, Collier International Maroc), Telekommunikation (Orange Maroc), Beratung (Valyans), Vertrieb (Mr. Bricolage), Transport (Compagnie de transports au Maroc, Air Arabia Maroc) und Landwirtschaft (BioBeef, Adarouch Ranch).
Nachdem die Gruppe früher nur in Marokko aktiv war, ist sie aktuell in 20 Ländern Afrikas tätig und verfügt über Beteiligungen im Wert von 42 Mrd. US-Dollar. Die wichtigsten Firmen sind die Bank of Africa und die Royale Marocaine d'Assurance.
Die Holding ist im Eigentum von Othman Benjelloun und seiner Familie.

## Geschichte
Die Benjelloun-Gruppe befindet sich aktuell in der fünften Generation. Dank des Gründers, eines in Manchester ansässigen Textilhändlers, begann die Geschichte der Familie Benjelloun Ende des 19. Jahrhunderts. Mohamed Benjelloun, der Sohn, in der Geschäftswelt „der Bürge“ genannt, wurde Bankier und begann, das Familienunternehmen neben dem Handel auf andere Bereiche auszudehnen.
Dessen Sohn, Haj Abbas Benjelloun, investierte zu Beginn des 20. Jahrhunderts in die Automobilindustrie und trug kurz nach der Unabhängigkeit Marokkos zur Gründung der Versicherungsgesellschaft Royale Marocaine d’Assurance (RMA) bei. Othman Benjelloun, der derzeitige Vorsitzende der O Capital Group, ist Absolvent der Ecole Polytechnique de Lausanne in der Schweiz. Er ist der Architekt des Eintritts der Gruppe in die Bereiche Finanzen, Bankwesen und Versicherungen sowie ihrer internationalen Expansion. 1988 kaufte Othman Benjelloun die Royale Marocaine d’Assurances. 1995 wurde die BMCE Bank (heute Bank of Africa) nach deren Privatisierung von der RMA übernommen.  2001 wurden die marokkanischen Versicherungsgesellschaften Alliance Africaine und Al Watanya übernommen und in  Royale Marocaine d’Assurances integriert.
Nach der Übernahme der Gruppe FinanceCom im Jahr 2021 nannte sich das Unternehmen O Capital Group.